# Nkoanrua
Nkoanrua ist ein Verwaltungsbezirk (Ward) des Distrikts Meru in der tansanischen Region Arusha.

## Geografie
Nkoanrua liegt im Norden von Tansania, weniger als zehn Kilometer nordöstlich der Regionshauptstadt Arusha. Der Bezirk hat eine Fläche von 7,1 Quadratkilometern. Bei der Volkszählung 2022 lebten hier 8679 Menschen in 2446 Haushalten.

## Gliederung
Der Bezirk besteht aus drei Gemeinden (Mtaa) mit neun Orten (Kitongoji):
| Nkoanrua - Nkoanrua Kati - Kariva Kimunya - Murai Weny - Nkoambiaa - Shashony | Loita Nkoamala - Loita - Nkoamaala | Kipande Nkoavele - Kipande - Nkoavele |

## Wirtschaft und Infrastruktur
- Bildung: Die Nkoanrua Secondary School ist eine staatliche weiterführende Schule. Sie bildet Jugendliche bis zur 4. Stufe aus.[6]
- Gesundheit: Im Bezirk liegen zwei öffentliche Apotheken, je eine in den Gemeinden Nkoanrua[7] und Kipande Nkoavele.[8]